# Vlajka Arcachu

Arcašská vlajka (1992–2023)
Poměr stran: 1:2

Vlajka Arcachu, dříve Náhorněkarabašské republiky, byla vlajkou nezávislého státu, který však nebyl mezinárodně uznán. Republika byla obývána převážně Armény, ale byla mezinárodně uznána jako součást Ázerbájdžánu. Ve dnech 19. a 20. září roku 2023 byla ázerbájdžánskou vládou na území republiky provedena vojenská operace, byly rozpuštěny všechny arcašské úřady a instituce a tato republika zanikla.
Vlajka byla, stejně jako arménská vlajka, tvořena listem o poměru stran 1:2 se třemi vodorovnými: červeným, modrým a žlutým. Ve vlající části byly poskládány do tvaru trojúhelníku bílé obdélníky o výšce 1/9 šířky vlajky.
Barevnost vlajky symbolizovala kulturní spojení s Arménií. Bílé obdélníky bylo možno chápat po jedné stránce jako geografii země. Větší Arménie byla symbolizována žerďovou částí, vlevo od trojúhelníku a Arcach byl vlající část od trojúhelníku vpravo. Na druhou stranu obdélníky ve tvaru trojúhelníku symbolizovaly tradiční arménský vzor koberců.